# REMTV
REMTV és un box set de sis discs de DVDs de la banda estatunidenca R.E.M., publicat el 24 de novembre de 2014. Es tracta d'una compilació de les aparicions de la banda per MTV i canals relacionats entre els anys 1983 i 2008. La selecció de vídeos fou realitzada pels membres de la banda sobre tot el material de MTV i propi per preparar la publicació de l'àlbum Unplugged: The Complete 1991 and 2001 Sessions.
La compilació inclou un nou documental sobre la banda titulat R.E.M. by MTV, dirigit i produït per Alex Young i muntat per Dave Leopold. Consta de diverses entrevistes realitzades a la banda i aparicions realitzades a diversos programes de televisió, no només de la MTV. La pel·lícula es va emetre en cinemes el 19 de maig de 2015.

## Llista de cançons
Totes les cançons foren escrites i compostes per Bill Berry, Peter Buck, Mike Mills i Michael Stipe, excepte les indicades.

### Disc 1
| 1.  | «Half a World Away»                                         |             |  |
| 2.  | «Disturbance at the Heron House»                            |             |  |
| 3.  | «Radio Song»                                                |             |  |
| 4.  | «Low»                                                       |             |  |
| 5.  | «Perfect Circle»                                            |             |  |
| 6.  | «Fall On Me»                                                |             |  |
| 7.  | «Belong»                                                    |             |  |
| 8.  | «Love Is All Around»                                        | Reg Presley |  |
| 9.  | «It's the End of the World as We Know It (And I Feel Fine)» |             |  |
| 10. | «Losing My Religion»                                        |             |  |
| 11. | «Pop Song 89»                                               |             |  |
| 12. | «Endgame»                                                   |             |  |

| 1. | «Fretless»             |  |
| 2. | «Swan Swan H»          |  |
| 3. | «Rotary Eleven»        |  |
| 4. | «Get Up»               |  |
| 5. | «World Leader Pretend» |  |

| 1.  | «All the Way to Reno (You're Gonna Be a Star)» | Buck, Mills, Stipe |  |
| 2.  | «Electrolite»                                  |                    |  |
| 3.  | «At My Most Beautiful»                         | Buck, Mills, Stipe |  |
| 4.  | «Daysleeper»                                   | Buck, Mills, Stipe |  |
| 5.  | «So. Central Rain (I'm Sorry)»                 |                    |  |
| 6.  | «Losing My Religion»                           |                    |  |
| 7.  | «Country Feedback»                             |                    |  |
| 8.  | «Cuyahoga»                                     |                    |  |
| 9.  | «Imitation of Life»                            | Buck, Mills, Stipe |  |
| 10. | «Find the River»                               |                    |  |

| 1. | «The One I Love»     |                    |  |
| 2. | «Disappear»          | Buck, Mills, Stipe |  |
| 3. | «Beat a Drum»        | Buck, Mills, Stipe |  |
| 4. | «I've Been High»     | Buck, Mills, Stipe |  |
| 5. | «I'll Take the Rain» | Buck, Mills, Stipe |  |
| 6. | «Sad Professor»      | Buck, Mills, Stipe |  |
| 7. | «The Great Beyond»   | Buck, Mills, Stipe |  |

### Disc 2
| 1. | «Electrolite»        |                    |  |
| 2. | «Daysleeper»         | Buck, Mills, Stipe |  |
| 3. | «Losing My Religion» |                    |  |
| 4. | «Perfect Circle»     |                    |  |
| 5. | «Sad Professor»      | Buck, Mills, Stipe |  |
| 6. | «Fall On Me»         |                    |  |
| 7. | «I'm Not Over You»   | Buck, Mills, Stipe |  |
| 8. | «The Apologist»      | Buck, Mills, Stipe |  |
| 9. | «Man on the Moon»    |                    |  |

| 1. | «New Test Leper»               |                    |  |
| 2. | «Parakeet»                     | Buck, Mills, Stipe |  |
| 3. | «(Don't Go Back To) Rockville» |                    |  |
| 4. | «Suspicion»                    | Buck, Mills, Stipe |  |
| 5. | «Walk Unafraid»                | Buck, Mills, Stipe |  |
| 6. | «At My Most Beautiful»         | Buck, Mills, Stipe |  |

| 1. | «(Don't Go Back To) Rockville» |                        |  |
| 2. | «Driver 8»                     |                        |  |
| 3. | «Wendell Gee»                  |                        |  |
| 4. | «Smokin' in the Boys Room»     | Cub Koda, Michael Lutz |  |
| 5. | «Time After Time (Annelise)»   |                        |  |
| 6. | «Driver 8»                     |                        |  |

| 1. | «So. Central Rain (I'm Sorry)» |  |
| 2. | «Carnival of Sorts (Box Cars)» |  |

| 1. | «Losing My Religion» (amb membres de l'Atlanta Symphony Orchestra) |  |

| 1. | «Everybody Hurts» (amb Brian Harris i Duane Saetveit) |  |
| 2. | «Drive»                                               |  |

| 1. | «The Wake-Up Bomb» |  |

| 1. | «Daysleeper» | Buck, Mills, Stipe |  |

| 1. | «Imitation of Life» | Buck, Mills, Stipe |  |

| 1. | «Begin the Begin»    |  |
| 2. | «Gardening at Night» |  |
| 3. | «Man on the Moon»    |  |

| 1. | «Supernatural Superserious» | Buck, Mills, Stipe |  |

### Disc 3
| 1. | «I Took Your Name»               |  |  |
| 2. | «What's the Frequency, Kenneth?» |  |  |
| 3. | «Crush with Eyeliner»            |  |  |

| 1. | «Losing My Religion»            |                    |  |
| 2. | «Lotus»                         | Buck, Mills, Stipe |  |
| 3. | «Daysleeper»                    | Buck, Mills, Stipe |  |
| 4. | «E-Bow the Letter»              |                    |  |
| 5. | «The Apologist»                 | Buck, Mills, Stipe |  |
| 6. | «So. Central Rain (I'm "Sorry)» |                    |  |
| 7. | «Walk Unafraid»                 | Buck, Mills, Stipe |  |
| 8. | «Man on the Moon»               |                    |  |
| 9. | «Radio Free Europe»             |                    |  |

| 1. | «All the Way to Reno (You're Gonna Be a Star)»              | Buck, Mills, Stipe |  |
| 2. | «The Lifting»                                               | Buck, Mills, Stipe |  |
| 3. | «Imitation of Life»                                         | Buck, Mills, Stipe |  |
| 4. | «The One I Love»                                            |                    |  |
| 5. | «She Just Wants to Be»                                      | Buck, Mills, Stipe |  |
| 6. | «Walk Unafraid»                                             | Buck, Mills, Stipe |  |
| 7. | «Losing My Religion»                                        |                    |  |
| 8. | «Man on the Moon»                                           |                    |  |
| 9. | «It's The End Of The World As We Know It (And I Feel Fine)» |                    |  |

| 1. | «What's the Frequency, Kenneth?» |                    |  |
| 2. | «Cuyahoga»                       |                    |  |
| 3. | «Electrolite»                    |                    |  |
| 4. | «I've Been High»                 | Buck, Mills, Stipe |  |
| 5. | «Find the River»                 |                    |  |
| 6. | «I'll Take the Rain»             | Buck, Mills, Stipe |  |
| 7. | «At My Most Beautiful»           | Buck, Mills, Stipe |  |
| 8. | «So. Central Rain (I'm Sorry)»   |                    |  |

### Disc 4
| 1. | «Losing My Religion»                                        |                    |  |
| 2. | «Daysleeper»                                                | Buck, Mills, Stipe |  |
| 3. | «Walk Unafraid»                                             | Buck, Mills, Stipe |  |
| 4. | «Man on the Moon»                                           |                    |  |
| 5. | «What's the Frequency, Kenneth?»                            |                    |  |
| 6. | «It's the End of the World as We Know It (And I Feel Fine)» |                    |  |

| 1.  | «Losing My Religion»                           |                    |  |
| 2.  | «The Great Beyond»                             | Buck, Mills, Stipe |  |
| 3.  | «What's the Frequency, Kenneth?»               |                    |  |
| 4.  | «Daysleeper»                                   | Buck, Mills, Stipe |  |
| 5.  | «All the Way to Reno (You're Gonna Be a Star)» |                    |  |
| 6.  | «The Lifting»                                  | Buck, Mills, Stipe |  |
| 7.  | «I'll Take the Rain»                           | Buck, Mills, Stipe |  |
| 8.  | «I've Been High»                               | Buck, Mills, Stipe |  |
| 9.  | «Man on the Moon»                              |                    |  |
| 10. | «She Just Wants to Be»                         | Buck, Mills, Stipe |  |
| 11. | «Imitation of Life»                            | Buck, Mills, Stipe |  |

| 1. | «What's the Frequency, Kenneth?» |                    |  |
| 2. | «Leaving New York»               | Buck, Mills, Stipe |  |
| 3. | «Imitation of Life»              | Buck, Mills, Stipe |  |
| 4. | «Electron Blue»                  | Buck, Mills, Stipe |  |
| 5. | «Man on the Moon»                |                    |  |

| 1.  | «I Took Your Name»   |                    |  |
| 2.  | «Bad Day»            |                    |  |
| 3.  | «Drive»              |                    |  |
| 4.  | «The Outsiders»      | Buck, Mills, Stipe |  |
| 5.  | «Leave»              |                    |  |
| 6.  | «Me in Honey»        |                    |  |
| 7.  | «Wanderlust»         | Buck, Mills, Stipe |  |
| 8.  | «Everybody Hurts»    |                    |  |
| 9.  | «Electrolite»        |                    |  |
| 10. | «Orange Crush»       |                    |  |
| 11. | «The One I Love»     |                    |  |
| 12. | «Walk Unafraid»      | Buck, Mills, Stipe |  |
| 13. | «Losing My Religion» |                    |  |
| 14. | «Imitation of Life»  | Buck, Mills, Stipe |  |
| 15. | «The Great Beyond»   | Buck, Mills, Stipe |  |
| 16. | «Animal»             | Buck, Mills, Stipe |  |
| 17. | «I'm Gonna DJ»       | Buck, Mills, Stipe |  |

### Disc 5
| 1.  | «Living Well Is the Best Revenge» | Buck, Mills, Stipe |  |
| 2.  | «Drive»                           |                    |  |
| 3.  | «Accelerate»                      | Buck, Mills, Stipe |  |
| 4.  | «Hollow Man»                      | Buck, Mills, Stipe |  |
| 5.  | «Electrolite»                     |                    |  |
| 6.  | «Houston»                         | Buck, Mills, Stipe |  |
| 7.  | «Supernatural Superserious»       | Buck, Mills, Stipe |  |
| 8.  | «Bad Day»                         |                    |  |
| 9.  | «Losing My Religion»              |                    |  |
| 10. | «I'm Gonna DJ»                    | Buck, Mills, Stipe |  |
| 11. | «Horse to Water»                  | Buck, Mills, Stipe |  |
| 12. | «Imitation of Life»               | Buck, Mills, Stipe |  |
| 13. | «Until the Day Is Done»           | Buck, Mills, Stipe |  |
| 14. | «Man on the Moon»                 |                    |  |

| 1. | «What's the Frequency, Kenneth?»                            |                    |  |
| 2. | «Drive»                                                     |                    |  |
| 3. | «It's the End of the World as We Know It (And I Feel Fine)» |                    |  |
| 4. | «Man-Sized Wreath»                                          | Buck, Mills, Stipe |  |
| 5. | «I'm Gonna DJ»                                              | Buck, Mills, Stipe |  |
| 6. | «Supernatural Superserious»                                 | Buck, Mills, Stipe |  |
| 7. | «Man on the Moon»                                           |                    |  |

| 1.  | «Living Well Is the Best Revenge» | Buck, Mills, Stipe |  |
| 2.  | «What's the Frequency, Kenneth?»  |                    |  |
| 3.  | «Drive»                           |                    |  |
| 4.  | «Man-Sized Wreath»                | Buck, Mills, Stipe |  |
| 5.  | «Bad Day»                         | Buck, Mills, Stipe |  |
| 6.  | «Electrolite»                     |                    |  |
| 7.  | «(Don't Go Back To) Rockville»    |                    |  |
| 8.  | «The Great Beyond»                | Buck, Mills, Stipe |  |
| 9.  | «The One I Love»                  |                    |  |
| 10. | «Losing My Religion»              |                    |  |
| 11. | «Let Me In»                       |                    |  |
| 12. | «Orange Crush»                    |                    |  |
| 13. | «Imitation of Life»               | Buck, Mills, Stipe |  |
| 14. | «Supernatural Superserious»       | Buck, Mills, Stipe |  |
| 15. | «Man on the Moon»                 |                    |  |

### Disc 6
R.E.M. by MTV (documental original)